# アジア系民族
アジア系民族（アジアけいみんぞく）とは、アジアに住む民族、及びアジアに住む民族出身の人々を表す。一般的にはアジア人（アジアじん、英語: Asian）と言う。
アジアとは、元々ヨーロッパより東を意味する言葉であり、時代と共にその定義は変化・拡大してきている。現在でもアジアという定義の範囲は揺れており、学問的に確立しているとは言い難い。そのためアジア系民族という定義も確立していない。
また一般的に言うアジアの範囲は広大であり、アラブ人・ペルシア人・インド・アーリア人や中央アジア・東アジアを中心としたモンゴロイドなどが住む地域など、民族的・文化的にも多種多様である。それゆえ、本来は同じアジア系民族として、一纏めに分類できるものではない。以下、一般的に（広義の）アジア系民族と言われるものを説明する。

## アジア系の民族

### 東アジア
- 中華民族
  - 漢民族
  - アミ族(台湾原住民)
- 日本人
  - アイヌ民族
  - 大和民族
  - 琉球民族
- 朝鮮民族
- モンゴル系民族
  - モンゴル族
  - オイラト人
  - ブリヤート人
  - ダウール人
- ツングース系民族
  - 満洲民族

### 東南アジア
- ビルマ族
  - カチン族
  - カヤー族
  - カレン族
  - チン族
  - ラカイン族
  - アチャン族
  - タロン族
- モン族
  - クメール族
  - スティエン族
  - キン族(京族）
  - ムオン族
- タイ族
  - ラーオ族
  - シャン族
- ミャオ族
  - ヤオ族
- マレー人
  - チャム族
  - モーケン族
  - モロ族
  - アチェ族
  - ミナハサ族
  - トラジャ族
  - ダヤク族
  - ジャクン族（オラン・アスリの原住マレー民族系）
- セノイ族（オラン・アスリの非マレー系）
- ネグリト族（別名大洋州ピグミー・メラネシアピグミー）
  - セマン族（ネグリト系のオラン・アスリで非マレー系）
- 華僑
  - コーカン族
  - ホア族
  - プラナカン
- 印僑
  - アーリア人
  - タミル人
- ハドラミー
- ロヒンギャ族
- メラネシア（ティモール島）
- パプア人（ニューギニア島）

### 南アジア
- インド・アーリア人
  - シンハラ人
  - バミール人
  - パンジャーブ人
  - パシュトゥーン人
  - ベンガル人
- ハザーラ人
- ブルショー人
- ドラヴィダ人
  - タミル人
  - ゴンド族
- オーストロアジア系
  - ムンダ族
  - カシ族
  - ニコバル人
- ヴェッダ族
- チベット族
  - メンパ族
  - レプチャ人
  - ブティヤ人
  - ナガ族
  - ボド族
- ネパールの民族の一覧
- ブータンの国民
- ジュマ（チッタゴン丘陵地帯少数民族の総称）
- アンダマン人
  - 大アンダマン人
  - ジャラワ族
  - オンゲ族
  - センチネル族

### 北アジア
- ツングース人
  - エベンキ人
  - ナナイ族
  - オロッコ族
  - ウリチ族
  - ネギダール族
- テュルク人
  - サハ人
  - アルタイ人
- ウラル人
  - サモエード人
    - ガナサン人
    - ネネツ人
    - エネツ人
    - セリクプ人

  - ウゴル人
    - ハンティ人
    - マンシ人
- 古シベリア系民族
  - ケット人
  - ユカギール人
  - イテリメン人
  - チュクチ人
  - コリヤーク人
  - ニブフ人

### 中央アジア
- テュルク人
  - カザフ人
  - ウズベク人
  - キルギス人
  - トルクメン人
  - ウイグル人
  - カラカルパク人
- アーリア人
  - タジク人
  - パミール人（パミール高原）
- ドンガン人
- 高麗人

### 西アジア
- イラン系民族
  - ペルシャ人
  - バローチ人
  - クルド人
- アラブ人
- ユダヤ人
- オセット人
- アルメニア人
- ギリシャ人
- グルジア人
- アブハズ人
- トルコ人
- アゼルバイジャン人